# U.S. Route 76
U.S Route 76 (också kallad U.S. Highway 76 eller med förkortningen  US 76) är en amerikansk landsväg.